# Дзонг-кэ
Дзонг-кэ (дзонгкха; дзонг-кэ རྫོང་ཁ, вайли rdzong-kha, лат. dzongkha) — официальный язык Королевства Бутан, относящийся к сино-тибетской языковой семье и по своей структуре наиболее близкий тибетскому; очень близким к дзонг-кэ является также сиккимский язык.
Дзонг-кэ является родным для людей, живущих в восьми западных районах Бутана (Вангди-Пходранг, Пунакха, Тхимпху, Гаса, Паро, Хаа, Дагана и Чукха); он является лингва-франка среди народов Бутана, так как в этой стране, кроме дзонг-кэ, говорят ещё на двадцати четырёх языках. Носители этого языка также проживают на индийской территории, некогда принадлежавшей Бутану — в частности, в окрестностях города Калимпонга (Западная Бенгалия).

## Название
Слово дзонг-кэ означает «язык, на котором разговаривают в дзонгах» (дзонги — монастыри-крепости в Бутане).

## История
Дзонг-кэ можно назвать прямым потомком классического тибетского языка, известного в Бутане как Chöke, от которого он отделился в прошлом. Язык был важнейшим в Бутане в течение столетий — языком правительства, воинской элиты и образованной знати — примерно начиная с XII в.; сегодня он признаётся всеми народами Бутана как национальный язык.
Классический тибетский язык был языком образования в Бутане до начала 1960-х гг. — с этого времени языком образования стал дзонг-кэ. Сегодня дзонг-кэ обязателен для изучения во всех школах Королевства Бутан.

## Диалекты
В языке дзонг-кэ имеется несколько диалектов. Северные диалекты отличаются большим сходством с тибетским языком в лексике и грамматике. На классическом дзонг-кэ говорят в районах Тхимпху (традиционно называется Wang) и Пунакха (традиционно называется Thê). Носители классического диалекта различают звонкие и оглушённые взрывные согласные и сибилянты, однако в некоторых диалектах они не различаются.

## Письменность

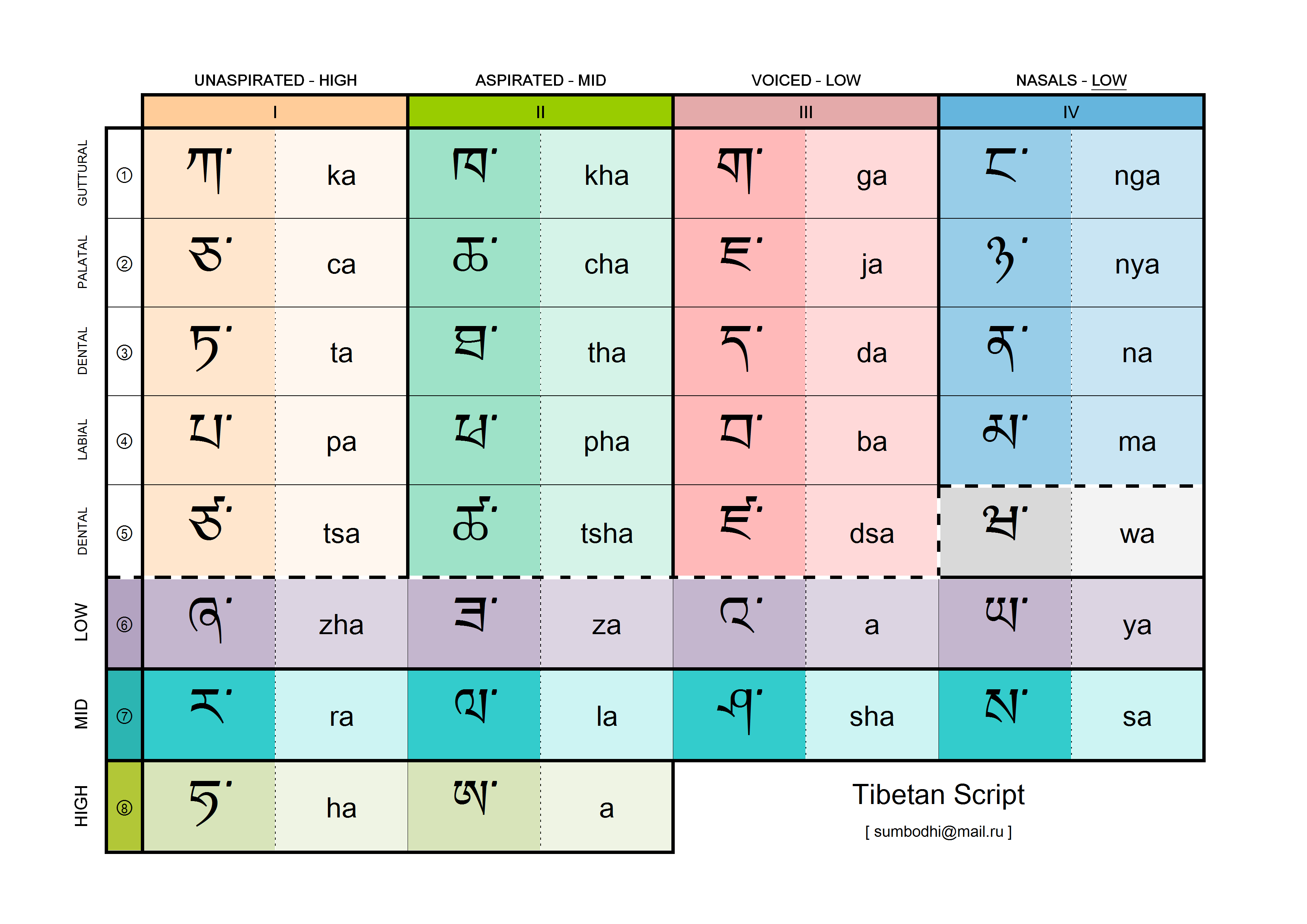
Тибетское письмо

Для записи дзонг-кэ обычно используется бутанская версия тибетского письма (это письмо было разработано на основе письма деванагари, которым записывается санскрит, в середине VII в.), известная как Joyi (вайли mgyogs-yig) или Joshum (вайли mgyogs-tshugs-ma).
Кроме того, по заказу бутанского правительства, в 1991 г. Жоржем ван Дримом была разработана фонематическая орфография на латинской основе (Roman Dzongkha), которая была принята Королевским правительством Бутана в качестве официальной вспомогательной системы, аналогичной китайскому пиньиню или японской кане. Эта орфография не является транслитерацией тибетского письма, а является самостоятельной системой, призванной наиболее адекватно передать фонологический строй языка дзонг-кэ. Она основана на стандартном, или престижном, диалекте районов Тхимпху и Пунакха. В ней используются 24 буквы латинского алфавита (за исключением Q и X) и диакритические знаки (умляут, циркумфлекс и апостроф).

## Фонетика и фонология
|         | передние | передние | средние  | задние   |
| ------- | -------- | -------- | -------- | -------- |
|         | неогубл. | огубл.   | неогубл. | огубл.   |
| верхние | /i/ /iː/ | /yː/     |          | /u/ /uː/ |
| средние | /ɛ/ /eː/ | /øː/     |          | /ɔ/ /oː/ |
| нижние  | /æː/     |          | /a/ aː/  |          |

### Гласные
Вокализм современного дзонг-кэ характеризуется наличием 13 гласных фонем. 10 из них являются парными по долготе—краткости, 3 — по сути диахронически продвинутые вперёд варианты непередних гласных, всегда долгие и в латинской орфографии (Roman Dzongkha) записываются как ä, ö, ü.
Долгота гласных в латинской письменности передаётся с помощью знака циркумфлекса: î, ê, â, ô, û. Разница между долгими и краткими гласными как количественная, так и качественная: долгие гласные более закрытые. Замена краткого гласного на долгий иногда может изменять смысл слова: 'map «муж» — 'mâp «красный», sep «жеребец» — sêp «жёлтый», tsip «каменная стена» — tsîp «звездочёт», phop «положить» — phôp «чашка», ku «почтительная» приставка для обозначения частей тела — kû «черпак».

### Согласные
Дзонг-кэ имеет достаточно богатый консонантизм. По подсчётам Жоржа ван Дрима, в нём имеется 44 согласных фонемы.
Среди переднеязычных взрывные являются зубными, а аффрикаты и спиранты — альвеолярными. /r/ и /r̥/ ван Дрим описывает как «апикальные континуанты».
Ретрофлексные фонемы являются взрывными, но слегка аффрицированными.
Полузвонкие согласные (оглушённые, devoiced; обозначаются в бутанской латинице апострофом: d’) произносятся с особым типом фонации — слабым голосом (slack voice), который акустически воспринимается как нечто среднее между звонкими и глухими согласными. Гласные после них произносится с придыхательной (шёпотной) фонацией (breathy voiced) и низким тоном ([a̤]). Такой тип согласных является достаточно редким и не встречается в других языках Бутана и Тибета. В МФА обозначаются знаком оглушения под звонкими согласными. Обозначаемые таким же образом в МФА /r̥/ и /l̥/ (но в орфографии: hr, lh) являются обычными глухими сонантами без особой фонации.
| СО | ВНО     | Губно- губные | Передне- язычные | Ретрофлексные | Альвео- палатальные | Палатальные | Велярные  | Глоттальные |
| Взрывные | глух.   | /p/ ⟨p⟩       | /t/ ⟨t⟩          | /ʈ/ ⟨tr⟩      |                     |             | /k/ ⟨k⟩   | /ʔ/ ⟨ʔ⟩     |
| Взрывные | прид.   | /pʰ/ ⟨ph⟩     | /tʰ/ ⟨th⟩        | /ʈʰ/ ⟨thr⟩    |                     |             | /kʰ/ ⟨kh⟩ |             |
| Взрывные | зв.     | /b/ ⟨b⟩       | /d/ ⟨d⟩          | /ɖ/ ⟨dr⟩      |                     |             | /g/ ⟨g⟩   |             |
| Взрывные | полузв. | /b̥/ ⟨b’⟩      | /d̥/ ⟨d’⟩         | /ɖ̥/ ⟨dr’⟩     |                     |             | /g̥/ ⟨g’⟩  |             |
| Аффрикаты | глух.   | /pʨ/ ⟨pc⟩     | /ʦ/ ⟨ts⟩         |               | /ʨ/ ⟨c⟩             |             |           |             |
| Аффрикаты | прид.   | /pʨʰ/ ⟨pch⟩   | /ʦʰ/ ⟨tsh⟩       |               | /ʨʰ/ ⟨ch⟩           |             |           |             |
| Аффрикаты | зв.     | /bʥ/ ⟨bj⟩     | /dz/ ⟨dz⟩        |               | /ʥ/ ⟨j⟩             |             |           |             |
| Аффрикаты | полузв. | /b̥ʥ̥/ ⟨bj’⟩    |                  |               | /ʥ̥/ ⟨j’⟩            |             |           |             |
| Спиранты | глух.   |               | /s/ ⟨s⟩          |               | /ɕ/ ⟨sh⟩            |             |           | /h/ ⟨h⟩     |
| Спиранты | зв.     |               | /z/ ⟨z⟩          |               | /ʑ/ ⟨zh⟩            |             |           |             |
| Спиранты | полузв. |               | /z̥/ ⟨z’⟩         |               | /ʑ̥/ ⟨zh’⟩           |             |           |             |
| Центральные аппроксиманты | зв.     | /w/ ⟨w⟩       | /r/ ⟨r⟩          |               |                     | /j/ ⟨y⟩     |           |             |
| Центральные аппроксиманты | глух.   |               | /r̥/ ⟨hr⟩         |               |                     |             |           |             |
| Боковые аппроксиманты | зв.     |               | /l/ ⟨l⟩          |               |                     |             |           |             |
| Боковые аппроксиманты | глух.   |               | /l̥/ ⟨lh⟩         |               |                     |             |           |             |
| Носовые | Носовые | /m/ ⟨m⟩       | /n/ ⟨n⟩          |               |                     | /ɲ/ ⟨ny⟩    | /ŋ/ ⟨ng⟩  |             |
| глух. = глухие, прид. = придыхательные, зв. = звонкие, полузв. = полузвонкие. В ⟨угловых скобках⟩ приведена латинская орфография ван Дрима |         |               |                  |               |                     |             |           |             |

### Тоны
В дзонг-кэ различаются два регистровых (ровных) тона: высокий (high register tone) и низкий (low register tone). В значительной части слогов тон определяется начальным согласным слога и в латинской транслитерации не обозначается.
- Слоги, начинающиеся с глухих смычных, спирантов и сонантов (hr, lh), автоматически имеют высокий тон.
- Слоги, начинающиеся со звонких и полузвонких смычных и спирантов и r, автоматически имеют низкий тон.
- Слоги, начинающиеся с гласной и других сонантов (кроме r, hr, lh) могут иметь любой тон. В таких слогах высокий тон обозначается апострофом перед началом слога: ’lo <blo, glo>, ’yâ «як»,’ôm «молоко». Низкий тон в таких слогах по-особенному не обозначается[17].

Кроме того, в низком тоне различаются два типа фонации: нейтральная и придыхательная (шёпотна́я, breathy voiced). Первая идёт после звонких согласных, вторая — после полузвонких и в слогах, начинающихся с гласной.

## Лексика

### Числительные
Числительные языка дзонг-кэ от одного до десяти:
| ༡  | གཅིག་   | cî, ci | «один»   |
| ༢  | གཉིས་   | ’nyî   | «два»    |
| ༣  | གསུམ་   | sum    | «три»    |
| ༤  | བཞི་    | zhi    | «четыре» |
| ༥  | ལྔ་     | 'nga   | «пять»   |
| ༦  | དྲུག་    | d’rû   | «шесть»  |
| ༧  | བདུན་   | dün    | «семь»   |
| ༨  | བརྒྱད་   | gä     | «восемь» |
| ༩  | དགུ་    | gu     | «девять» |
| ༡༠ | བཅུ་ཐམ་ | cuthâm | «десять» |

## Википедия на языке дзонг-кэ
Существует раздел Википедии на языке дзонг-кэ («Википедия на языке дзонг-кэ»). По состоянию на 20:42 (UTC) 4 августа 2025 года раздел содержит 390 статей (общее число страниц — 5098); в нём зарегистрировано 12 233 участника, один из них имеет статус администратора; 18 участников совершили какие-либо действия за последние 30 дней; общее число правок за время существования раздела составляет 36 774.

### Ресурсы по языку дзонг-кэ

#### Словари по языку дзонг-кэ
- Online searchable dictionary (Dz-En, En-Dz, Dz-Dz) или Online Dzonkha-English Dictionary — на сайте Комиссии по развитию языка дзонг-кэ (en — dz)
- Dzongkha Computer Terms Архивная копия от 4 марта 2016 на Wayback Machine(pdf)
- English-Dzongkha Pocket Dictionary(pdf)
- Rigpai Lodap: An Intermediate Dzongkha-English Dictionary(pdf)
- Kartshok Threngwa: A Book on Dzongkha Synonyms & Antonyms(pdf)
- Names of Countries and Capitals in Dzongkha(pdf)
- A Guide to Dzongkha-Translation(pdf)

#### Грамматика языка дзонг-кэ
- Dzongkha transliteration — на сайте Бутанской национальной библиотеки (en — dz Архивная копия от 11 июля 2021 на Wayback Machine)
- Dzongkha, The National Language of Bhutan — site Dzongkha Linux (en — dz)
- Romanization of Dzongkha
- Dzongkha : Origin and Description
- Dzongkha language, alphabet and pronunciation
- Pioneering Dzongkha Text To Speech Synthesis Архивная копия от 4 марта 2016 на Wayback Machine(pdf)
- Dzongkha Grammar & other materials — на сайте Комиссии по развитию языка дзонг-кэ (en — dz)
- Коряков Ю. Б. Практическая транскрипция для языка дзонг-кэ
- Guide to Official Dzongkha Romanization — by Dr. George van Driem (недоступная ссылка)(pdf)
- Classical Tibetan-Dzongkha Dictionary(pdf)